# ایران در ۲۰۱۱
ایران در ۲۰۱۱ گاه‌شماری از مهم‌ترین رویدادها در سال ۲۰۱۱ در کشور ایران است.

## حاکمان
- مقام معظم رهبری: علی خامنه ای
- رئیس‌جمهور: محمود احمدی‌نژاد
- نایب رئیس: محمدرضا رحیمی
- رئیس مجلس: علی لاریجانی
- رئیس دادگستری: صادق لاریجانی

## رویدادها
۷ ژانویه - ده‌ها مسیحی در ایران پس از ورود اجباری نیروهای امنیتی به خانه‌هایشان و آزار لفظی و بدنی با آنها، در سرکوب نوکیشان از اسلام و گروه‌های انجیلی دستگیر شدند که یک مقام ایرانی که دستگیری‌ها را تأیید کرد، آن را "تهاجم فرهنگی دشمن" خواند. "